# Nälden
Nälden is een plaats in de gemeente Krokom in het landschap Jämtland en de provincie Jämtlands län in Zweden. De plaats heeft 881 inwoners (2005) en een oppervlakte van 130 hectare. De plaats ligt aan het meer Näldsjön, dit meer wordt door de rivier Faxån, die ook door de plaats loopt verbonden met het meer Alsensjön. Door de plaats loopt de Europese weg 14. 
Nälden ligt aan Mittbanan, een spoorlijn tussen Sundsvall en de Noorse grens. In 2000 werd het station gesloten, maar in december 2022 werd een nieuwe halte geopend.